# Christopher Malcolm
Christopher "Chris" Malcolm, född 19 augusti 1946 i Aberdeen, död 15 februari 2014 i London, var en skotsk skådespelare, regissör och producent. Malcolm blev känd genom sin roll som Brad Majors i originaluppsättningen av The Rocky Horror Show i London 1973. Christopher Malcolm är även känd för sin medverkan i Rymdimperiet slår tillbaka (1980), Labyrint (1986) och Highlander (1986).

## Filmografi i urval
- 1970 – Den långa flykten
- 1975 - It's a Lovely Day Tomorrow (TV-film)
- 1978 – Styrka 10 från Navarone
- 1979 – The Great Riviera Bank Robbery
- 1980 – Rymdimperiet slår tillbaka
- 1981 – Ragtime
- 1982 – Vi möts igen (TV-serie)
- 1983 – Stålmannen går på en krypto-nit
- 1984 – Lassiter
- 1984-1990 - The Comic Strip (TV-serie)
- 1985 – Kung David
- 1985 – Spioner är vi allihopa
- 1986 – Highlander
- 1986 - Labyrint
- 1986 – Eat the Rich
- 1988 – Krig och hågkomst (TV-serie)
- 1992-2011 - Helt hysteriskt (TV-serie)
- 1994 – Lovejoy (TV-serie)